# Ni Hao, Kai-Lan
Ni Hao, Kai-Lan  é uma série de animação infantil estadunidense-canadense produzido pela Nickelodeon Entertainment Company, Cookie Jar Entertainment e Harringtoons Productions e exibido pela Nickelodeon de 7 de fevereiro de 2008 a 21 de agosto de 2011, com 40 episódios em 2 temporadas.. No Brasil, também foi exibido pela Nickelodeon.
Em Portugal, foi exibido pela TVI com Dobragem portuguesa.

## Enredo
Ni Hao, Kai-lan traz o divertido universo da menina Kai-lan, que vive cercada pelos costumes chineses, aprendendo com sua família e amigos a explorar o mundo.

## Personagens
- Kai Lan - É uma jovem brincalhona e aventureira com um grande coração.
- Yeye - Ele é o avô de Kai Lan. Ele fornece a Kai Lan orientações.
- Tolee - É um coala cinza que ama pandas e frutas. Tolee possui um panda de pelúcia chamado Pandy.
- Lulu - É uma rinoceronte rosa. Ela tem um balão vermelho amarrado em torno de seu chifre que a ajuda a voar no céu.
- Hoho - É um macaco branco e mais novo de seus amigos, é cheio de energia ilimitada.
- Rintoo - Rintoo é um amarelo e preto indisciplinado tigre com a língua presa que muitas vezes age antes de pensar. Ele ama dragões e principalmente carros de corrida.

## Lista de Episódios
Primeira Temporada
- 1 - O Festival do Barco Dragão
- 2 - O Desfile de Chapéus
- 3 - O Parquinho de Kai Lan
- 4 - Companheiros de Safari
- 5 - Girocópteros Voadores
- 6 - O Passeio na Neve
- 7 - A Rima do Tolee
- 8 - O Acampamento de Kai Lan
- 9 - Espere Hoho Espere
- 10 - O Parquinho das Formigas
- 11 - Feliz Ano Novo Chinês
- 12 - Ni Hao, Halloween
- 13 - Dia de Praia
- 14 - Rintoo Patinador
- 15 - Chova ou faça Sol
- 16 - O Carnaval De Kai Lan
- 17 - O Dia da Lulu
- 18 - Dia de Esportes
- 19 - A Viagem de Kai Lan para a China (Parte 1)
- 20 - A Viagem de Kai Lan para a China (Parte 2)

Segunda Temporada
- 1 - O Festival da Joaninha
- 2 - O Balão Dinossauro
- 3 - Hora de Brincar na Casa do Tolee
- 4 - O Festival da Lua
- 5 - O Grande Ensaio da Kai Lan
- 6 - A Grande Surpresa da Kai Lan
- 7 - A Grande Pirueta do Rintoo
- 8 - O Stomp Passeia de novo
- 9 - Rintoo Espirra Água
- 10 - A Dança das formigas
- 11 - É a Vez do Tolee
- 12 - O Trenzinho da Neve da Kai Lan
- 13 - A Nunvem da Lulu
- 14 - A Casa de Brinquedo da Kai Lan
- 15 - A Poça do Pandy
- 16 - A Promessa do Tolee
- 17 - O Lugar onde todos Nós Vivemos
- 18 - A Festa Dançante dos Patos Hula
- 19 - A Viagem para o Castelo do Macaco Rei (Parte 1)
- 20 - A Viagem para o Castelo do Macaco Rei (Parte 2)